# Carlo Romanelli
Carlo Romanelli (17 marzo 1955) è uno schermidore italiano, specializzato nella spada.

## Palmarès

### Campionati mondiali giovanili di scherma
Individuale
- Argento nella spada a Buenos Aires 1973

### Campionati italiani assoluti
Individuale
- Oro nella spada a Pescara 1977

### Campionati mondiali master
Individuale
- Argento nella spada cat. B ai Campionati mondiali master 2017 di Maribor[1]
- Bronzo nella spada cat. B ai Campionati mondiali master 2018 di Livorno
- Bronzo nella spada cat. B ai Campionati mondiali master 2019 del Cairo

A squadre
- Bronzo nella spada ai Campionati mondiali master 2019 del Cairo

### Campionati europei master
Individuale
- Bronzo nella spada cat. 3 ai Campionati europei master 2015 di Parenzo[2]

A squadre
- Oro nella spada ai Campionati europei master 2016 di Medway
- Oro nella spada ai Campionati europei master 2018 di Alkmoor

### Campionati italiani master
Individuale
- Oro nella spada cat. 3 ai Campionati italiani master 2016[3]
- Oro nella spada cat. 3 ai Campionati italiani master 2017
- Oro nella spada cat. 3 ai Campionati italiani master 2018
- Oro nella spada cat. 3 ai Campionati italiani master 2019